# 松平定重
松平 定重（まつだいら さだしげ）は、江戸時代前期から中期にかけての大名。伊勢国桑名藩主、のち越後国高田藩初代藩主。定綱系久松松平家3代。官位は従五位下・越中守。

## 生涯
伊予国松山藩主・松平定頼の三男として誕生。
伊勢桑名藩の先代藩主・松平定良の養嗣子となり、明暦3年（1657年）に桑名藩主となる。宝永7年（1710年）5月、郡代・野村増右衛門を経理上の不手際により打ち首にし、増右衛門の親族44人と関係者の役人370人を死刑、追放、罷免などの処分にした事件が発生する（野村騒動）。その重すぎる処分が幕府の不興を買い、閏8月15日に越後高田藩11万3000石へ移封された。正徳2年（1712年）9月7日、五男・定逵に家督を譲って隠居し、享保2年（1717年）10月27日に74歳で死去した。

## 系譜
父母
- 松平定頼（実父）
- 養仙院 - 京極高広の娘（実母）
- 松平定良（養父）

正室、継室
- 松姫 - 前田利常の七女（正室）
- 駒井氏（継室）

側室
- 笹尾氏
- 井上氏

子女
- 松平定富（四男）
- 松平定逵（五男）生母は駒井氏（継室）
- 松平定儀（六男）生母は笹尾氏（側室）
- 水野忠定（九男）生母は井上氏（側室）
- 柳生俊平（十一男）
- 松平定利（十二男）
- 松平定弘
- 福姫 - 島津吉貴正室
- 松平忠雅室
- 松平宗弥正室 - のち京極高栄継室

養女
- 伊与 - 桂光院、五島盛暢継室のち本多助芳正室